# Список округов Миссури
Штат Миссури включает в себя 114 округов и один независимый город.

## Список округов
| Округ (рус.)    | Код FIPS | Окружной центр           | Основан | Источник образования                                                           | Происхождение названия | Население, чел. (2009) | Площадь  | Карта                                                                                   |
| Адэр            | 001      | Керксвилл                | 1841    | Сформирован из части округа Мейкон                                             | В честь Джона Адэра (1757–1840), первопроходца, военного, седьмого губернатора Кентукки | 25 135                 | 1471 км² | A state map highlighting Adair County in the northern part of the state.                |
| Айрон           | 093      | Айронтон                 | 1857    | Сформирован из частей округов Мадисон, Ренолдс, Сент-Франсис, Вашингтон и Уэйн | по большому количеству железной руды на территории | 9943                   | 1427 км² | A state map highlighting Iron County in the southeastern part of the state.             |
| Андру           | 003      | Саванна                  | 1841    | Часть покупки Платта                                                           | В честь Эндрю Джексона Дэвиса (1826–1910), медиума, одного из основоположников спиритуализма, некоторое время проживавшего в Сент-Луисе | 17 052                 | 1127 км² | A state map highlighting Andrew County in the northwestern part of the state.           |
| Атчисон         | 005      | Рок-Порт                 | 1843    | Сформирован из части округа Холт, являвшимся частью Покупки Платта             | В честь сенатора от Миссури, представителя Демократической партии Дэвида Райса Атчисона (1807–1886) | 6036                   | 1412 км² | A state map highlighting Atchison County in the northwestern corner of the state.       |
| Бартон          | 011      | Ламар                    | 1855    | Сформирован из части округа Джаспер                                            | В честь Дейвида Бартона (1783–1837), одного из первых сенаторов от Миссури | 12 386                 | 1538 км² | A state map highlighting Barton County in the southwestern part of the state.           |
| Батлер          | 023      | Поплар-Блафф             | 1849    | Сформирован из части округа Уэйн                                               | В честь Уильяма О. Батлера (1791–1880), члена Палаты представителей США от Кентукки, кандидата на пост вице-президента США на выборах 1848 года в паре с кандидатом в Президенты Льюисом Кассом                                                                                       | 41 471                 | 1808 км² | A state map highlighting Butler County in the southeastern part of the state.           |
| Бентон          | 015      | Уорсо                    | 1835    | Сформирован из округов Петтис и Грин                                           | В честь Томаса Харта Бентона (1782–1858), сенатора от Миссури | 18 461                 | 1829 км² | A state map highlighting Benton County in the western part of the state.                |
| Боллинджер      | 017      | Марбл-Хилл               | 1851    | Сформирован из частей округов Кейп-Джирардо, Мадисон, Стоддард и Уэйн          | В честь Джорджа Фредерика Боллинджера (1770–1842), одного из первых поселенцев в Миссури | 11 841                 | 1608 км² | A state map highlighting Bollinger County in the southeastern part of the state.        |
| Бун             | 019      | Коламбия                 | 1821    | Сформирован из части округа Хауард                                             | В честь Даниэля Буна (1734–1820), американского пионера и охотника | 156 377                | 1774 км² | A state map highlighting Boone County in the middle part of the state.                  |
| Бьюкенен        | 021      | Сент-Джозеф              | 1838    | Часть Покупки Платта                                                           | В честь Джеймса Бьюкенена (1791–1868), 15-го Президента США | 89 856                 | 1062 км² | A state map highlighting Buchanan County in the northwestern part of the state.         |
| Бейтс           | 013      | Батлер                   | 1841    | Сформирован из округа Ван Бюрен (ныне Кэсс)                                    | В честь Фредерика Бейтса (1777—1825), второго губернатора Миссури | 16 761                 | 2196 км² | A state map highlighting Bates County in the western part of the state.                 |
| Бэрри           | 009      | Касвилл                  | 1835    | Сформирован из округа Грин                                                     | В честь Уильяма Тейлора Бэрри (1784–1835), юриста, Генерального почтмейстера США | 35 881                 | 2018 км² | A state map highlighting Barry County in the southwestern part of the state.            |
| Вашингтон       | 221      | Потоси                   | 1813    | Сформирован из части округа Сент-Дженевив                                      | В честь президента США Джорджа Вашингтона (1732–1799) | 24 400                 | 1968 км² | A state map highlighting Washington County in the southeastern part of the state.       |
| Вернон          | 217      | Невада                   | 1851    | Сформирован из части округа Бейтс                                              | В честь сенатора штата Майлса Вернона | 20 166                 | 2160 км² | A state map highlighting Vernon County in the southwestern part of the state.           |
| Гаррисон        | 081      | Бетани                   | 1843    | Сформирован из части округа Давис                                              | в честь члена Конгресса Альберта Гаррисона (1800–1839) | 8769                   | 1878 км² | A state map highlighting Harrison County in the northwestern part of the state.         |
| Гасконейд       | 073      | Херманн                  | 1821    | Сформирован из части округа Франклин                                           | По реке Гасконейд (приток Миссури); название реки происходит, вероятно, от французского слова "gasconnade", означающего "хвастовство", "бахвальство", сатирически напоминая о тех, кто любил хвастаться своими приключениями по возвращении в Сент-Луис                               | 15 096                 | 1347 км² | A state map highlighting Gasconade County in the eastern part of the state.             |
| Гранди          | 079      | Трентон                  | 1839    | Сформирован из части округа Ливингстон                                         | В честь Феликса Гранди (1777—1840), члена Палаты представителей США и сенатора от штата Теннесси, 13-го генерального прокурора США | 10 047                 | 1129 км² | A state map highlighting Grundy County in the northwestern part of the state.           |
| Грин            | 077      | Спрингфилд               | 1833    | Сформирован из частей округов Крофорд и Уэйн                                   | В честь Натаниэля Грина (1742—1786), американского генерала, видного участника войны за независимость США. | 269 360                | 1748 км² | A state map highlighting Greene County in the southwestern part of the state.           |
| Даллас          | 059      | Баффало                  | 1841    | Сформирован из части округа Полк (первоначально под названием Найенгуа)        | В честь Джорджа М. Далласа (1792–1864), вице-президента США при Джеймсе Н. Полке | 16 637                 | 1404 км² | A state map highlighting Dallas County in the southwestern part of the state.           |
| Данклин         | 069      | Кеннетт                  | 1843    | Сформирован из части округа Стоддард                                           | В честь Дэниэла Данклина (1790–1844), пятого губернатора Миссури | 31 039                 | 1414 км² | A state map highlighting Dunklin County in the southeastern part of the state.          |
| Дейвисс         | 061      | Галлатин                 | 1836    | Сформирован из части округа Рей                                                | В честь Джозефа Х. Дейвиса (1774–1811), командующего драгунскими частями национальной гвардии Индианы в Сражении при Типпекану | 8078                   | 1469 км² | A state map highlighting Daviess County in the northwestern part of the state.          |
| Дейд            | 057      | Гринфилд                 | 1841    | Сформирован из частей округов Бэрри и Полк                                     | В честь Фрэнсиса Л. Дейда (1793?–1835), майора армии США времён Второй Семинольской войны | 7316                   | 1269 км² | A state map highlighting Dade County in the southwestern part of the state.             |
| Де-Калб         | 063      | Мейсвилл                 | 1843    | Сформирован из части округа Клинтон                                            | В честь Иоганна фон Кальба (1721–1780), немецкого военного деятеля, в чине генерал-майора принимавшего участие в американской войне за независимость на стороне Континентальной армии                                                                                                 | 12 112                 | 1098 км² | A state map highlighting DeKalb County in the northwestern part of the state.           |
| Дент            | 065      | Сейлем                   | 1851    | Сформирован из частей округов Крофорд и Шаннон                                 | В честь первопоселенца Джеймса Дента | 15 042                 | 1953 км² | A state map highlighting Dent County in the southeastern part of the state.             |
| Джаспер         | 097      | Картидж                  | 1841    | Сформирован из части округа Барри                                              | В честь Уильяма Джаспера (1750–1779), солдата в революционной войне | 118 179                | 1658 км² | A state map highlighting Jasper County in the southwestern part of the state.           |
| Джентри         | 075      | Олбани                   | 1841    | Сформирован из части округа Клинтон                                            | В честь Ричарда Джентри (1788—1837), американского политического и военного деятеля, первого мэра города Колумбия | 6108                   | 1274 км² | A state map highlighting Gentry County in the northwestern part of the state.           |
| Джефферсон      | 099      | Хилсборо                 | 1818    | Сформирован из частей округов Сент-Луис и Сент-Дженевив                        | В честь президента США Томаса Джефферсона (1743–1826) | 219 046                | 1702 км² | A state map highlighting Jefferson County in the eastern part of the state.             |
| Джонсон         | 101      | Уорренсберг              | 1834    | Сформирован из части округа Лиллард                                            | В честь вице-президента США Ричарда Джонсона (1780–1850), который работал при президенте Мартине Ван Бюрене | 52 657                 | 2152 км² | A state map highlighting Johnson County in the western part of the state.               |
| Джэксон         | 095      | Канзас-Сити, Индепенденс | 1826    | Сформирован из части округа Лиллард                                            | В честь президента США Эндрю Джексон (1767–1845) | 705 708                | 1567 км² | A state map highlighting Jackson County in the northwestern part of the state.          |
| Дуглас          | 067      | Эйва                     | 1857    | Сформирован из части округа Озарк                                              | В честь Стивена А. Дугласа (1813–1861), сенатора-демократа от штата Иллинойс, соперника Авраама Линкольна на выборах президента США 1860 года, которые выиграл Линкольн | 13 608                 | 2111 км² | A state map highlighting Douglas County in the southern part of the state.              |
| Каллавей        | 027      | Фултон                   | 1821    | Сформирован из частей округов Бун, Хауард и Монтгомери                         | В честь Джеймса Кэллоуэя (1783–1815), участника Англо-американской войны 1812 г., внука Даниэля Буна | 43 727                 | 2173 км² | A state map highlighting Callaway County in the middle part of the state.               |
| Картер          | 035      | Ван-Бюрен                | 1859    | Сформирован из частей округов Орегон, Ренолдс, Рипли и Шаннон                  | В честь первопоселенца Зимри Картера | 5870                   | 1316 км² | A state map highlighting Carter County in the southeastern part of the state.           |
| Касс            | 037      | Харрисонвилл             | 1833    | Сформирован из части округа Джэксон (первоначально под названием Ван-Бюрен)    | В честь Льюиса Касса (1782–1866), сенатора от штата Мичиган | 100 184                | 1810 км² | A state map highlighting Cass County in the western part of the state.                  |
| Кейп-Джирардо   | 031      | Джэксон                  | 1812    | Один из пяти первоначально образованных округов                                | В честь сира де Жирардо, французского офицера, одного из первооткрывателей данного региона | 73 957                 | 1500 км² | A state map highlighting Cape Girardeau County in the southeastern part of the state.   |
| Кларк           | 045      | Кахока                   | 1836    | Сформирован из части округа Льюис                                              | В честь Уильяма Кларка (1770–1838), американского путешественника, военного, представителя правительства США среди индейских племён, губернатора данных территорий | 7127                   | 1313 км² | A state map highlighting Clark County in the northeastern corner of the state.          |
| Клей            | 047      | Либерти                  | 1822    | Сформирован из части округа Рей                                                | В честь Генри Клея (1777–1852), американского политического и государственного деятеля, представлявшего Кентукки, трижды баллотировавшегося на пост президента США | 228 358                | 1026 км² | A state map highlighting Clay County in the northwestern part of the state.             |
| Клинтон         | 049      | Платсберг                | 1833    | Сформирован из части округа Клей                                               | В честь Джорджа Клинтона (1739–1812), государственного и военного деятеля, первого избранного губернатора штата Нью-Йорк, вице-президента США при Т.Джефферсоне и Дж.Мэдисоне, одного из Отцов-основателей США                                                                        | 21 002                 | 1085 км² | A state map highlighting Clinton County in the northwestern part of the state.          |
| Колдуэлл        | 025      | Кингстон                 | 1836    | Сформирован из части округа Рей                                                | Происхождение названия спорно: либо в честь индейского скаута Джона Колдуэлла, друга уважаемого полковника Александра Уильяма Донифана; либо в честь вице-губернатора Кентукки Джона Колдуэлла; либо в честь Мэтью Колдуэлла, одного из подписантов Декларации о независимости Техаса | 9160                   | 1111 км² | A state map highlighting Caldwell County in the northwestern part of the state.         |
| Кол             | 051      | Джефферсон-Сити          | 1820    | Сформирован из части округа Купер                                              | В честь первопоселенца из Вирджинии Стивена Коула | 75 018                 | 1015 км² | A state map highlighting Cole County in the middle part of the state.                   |
| Крисчен         | 043      | Озарк                    | 1859    | Сформирован из частей округов Грин, Тони и Уэбстер                             | В честь Уильяма Крисчена (1743–1786), политика, полковника времён Американской революции | 77 455                 | 1458 км² | A state map highlighting Christian County in the southwestern part of the state.        |
| Крофорд         | 055      | Стилвилл                 | 1829    | Сформирован из части округа Гасконейд                                          | В честь Уильяма Х. Крофорда (1772–1834), судьи, сенатора от Джорджии, 7-го министра финансов США | 23 915                 | 1924 км² | A state map highlighting Crawford County in the southeastern part of the state.         |
| Купер           | 053      | Бунвилл                  | 1818    | Сформирован из части округа Хауард                                             | В честь первопоселенца Саршела Бенджамина Купера | 17 298                 | 1463 км² | A state map highlighting Cooper County in the middle part of the state.                 |
| Кэмден          | 029      | Кэмдентон                | 1841    | Сформирован из частей округов Бентон, Морган и Пьюласки                        | В честь Чарльза Пратта, 1-го графа Кэмдена (1714–1794), английского адвоката, судьи, члена политической партии Вигов | 40 705                 | 1696 км² | A state map highlighting Camden County in the middle part of the state.                 |
| Кэррол          | 033      | Кэрролтон                | 1833    | Сформирован из части округа Рей                                                | В честь Чарльза Кэррола (1737–1832), делегата Континентального конгресса, сенатора от Мэриленда | 9535                   | 1800 км² | A state map highlighting Carroll County in the northwestern part of the state.          |
| Лаклид          | 105      | Лебанон                  | 1849    | Сформирован из частей округов Камден, Пьюласки и Райт                          | В честь Пьера Лекледа (1729–1778), основателя города Сент-Луис | 35 432                 | 1984 км² | A state map highlighting Laclede County in the southern part of the state.              |
| Лафейетт        | 107      | Лексингтон               | 1821    | Сформирован из части округа Купер                                              | В честь Гилберта дю Мотье, маркиза де Лафайетт (1757–1834), генерала в американской войне за независимость | 32 572                 | 1629 км² | A state map highlighting Lafayette County in the northwestern part of the state.        |
| Ливингстон      | 117      | Чилликоти                | 1837    | Сформирован из части округа Карролл                                            | В честь американского политика и 11-го Госсекретаря США Эдварда Ливингстона (1764–1836) | 14 235                 | 1386 км² | A state map highlighting Livingston County in the northwestern part of the state.       |
| Линкольн        | 113      | Трой                     | 1818    | Сформирован из части округа Сент-Чарлз                                         | Или в честь округов Линкольн в Кентукки и Северной Каролине (версия Кристофера Кларка), или в честь генерала Бенжамина Линкольна (1733—1810) | 53 311                 | 1632 км² | A state map highlighting Lincoln County in the eastern part of the state.               |
| Линн            | 115      | Линнеус                  | 1837    | Сформирован из части округа Чаритон                                            | В честь политика Льюиса Линна (1796–1843) | 12 606                 | 1606 км² | A state map highlighting Linn County in the northern part of the state.                 |
| Лоренс          | 109      | Маунт-Вернон             | 1843    | Сформирован из частей округов Барри и Дейд                                     | В честь американского военно-морского офицера Джеймса Лоренса (1781–1813) | 37 648                 | 1588 км² | A state map highlighting Lawrence County in the southwestern part of the state.         |
| Льюис           | 111      | Монтиселло               | 1833    | Сформирован из части округа Марион                                             | В честь губернатора территории Луизиана Мериуэзера Льюиса (1774–1809) | 9791                   | 1308 км² | A state map highlighting Lewis County in the northeastern part of the state.            |
| Мадисон         | 123      | Фредериктаун             | 1818    | Сформирован из частей округов Кейп-Джирардо и Сент-Дженевив                    | В честь президента США Джеймса Мэдисона (1751–1836) | 12 341                 | 1287 км² | A state map highlighting Madison County in the southeastern part of the state.          |
| Мак-Доналд      | 119      | Пайнвилл                 | 1847    | Сформирован из части округа Ньютон                                             | В честь американского солдата Александра Макдональда | 23 063                 | 1399 км² | A state map highlighting McDonald County in the southwestern corner of the state.       |
| Марион          | 127      | Палмайра                 | 1826    | Сформирован из части округа Раллс                                              | В честь участника Войны за независимость США Фрэнсиса Мэриона (1732–1795) | 28 449                 | 1134 км² | A state map highlighting Marion County in the northeastern part of the state.           |
| Монито          | 135      | Калифорния               | 1845    | Сформирован из частей округов Кол и Морган                                     | по реке Монито-Крик | 15 132                 | 1080 км² | A state map highlighting Moniteau County in the middle part of the state.               |
| Мерсер          | 129      | Принстон                 | 1845    | Сформирован из части округа Грунди                                             | В честь американского юриста и политика Джона Мерсера (1759–1821) | 3475                   | 1176 км² | A state map highlighting Mercer County in the northwestern part of the state.           |
| Монро           | 137      | Парис                    | 1831    | Сформирован из части округа Раллс                                              | В честь президента США Джеймса Монро (1758–1831) | 8993                   | 1673 км² | A state map highlighting Monroe County in the northeastern part of the state.           |
| Монтгомери      | 139      | Монтгомери-Сити          | 1818    | Сформирован из части округа Сент-Чарлз                                         | В честь бригадира-генерала Ричарда Монтгомери (1738–1775) | 11 698                 | 1396 км² | A state map highlighting Montgomery County in the eastern part of the state.            |
| Морган          | 141      | Версейлс                 | 1833    | Сформирован из части округа Купер                                              | В честь американского солдата и представителя Виргинии в Конгрессе США Дэниэла Моргана | 20 527                 | 1549 км² | A state map highlighting Morgan County in the middle part of the state.                 |
| Миллер          | 131      | Таскамбия                | 1837    | Сформирован из частей округов Кол и Пьюласки                                   | В честь губернатора Миссури Джона Миллера (1781–1846) | 24 778                 | 1533 км² | A state map highlighting Miller County in the middle part of the state.                 |
| Миссисипи       | 133      | Чарлстон                 | 1842    | Сформирован из части округа Скотт                                              | по реке Миссисипи | 13 266                 | 1070 км² | A state map highlighting Mississippi County in the southeastern part of the state.      |
| Мейкон          | 121      | Мейкон                   | 1837    | Сформирован из частей округов Чаритон и Рандольф                               | В честь члена Конгресса США Натаниэль Мейкон (1758–1837) | 15 359                 | 2082 км² | A state map highlighting Macon County in the northern part of the state.                |
| Мэрис           | 125      | Виенна                   | 1855    | Сформирован из частей округов Осадж и Пьюласки                                 | по реке Мэрис | 8821                   | 1368 км² | A state map highlighting Maries County in the middle part of the state.                 |
| Нодавей         | 147      | Мэривилл                 | 1843    | Сформирован из части округа Андру при покупке Платта                           | по реке Нодавей | 22 130                 | 2271 км² | A state map highlighting Nodaway County in the northwestern part of the state.          |
| Нокс            | 103      | Эдайна                   | 1843    | Сформирован из части округа Скотланд                                           | В честь первого военного министра США Генри Нокса (1750–1806) | 3981                   | 1311 км² | A state map highlighting Knox County in the northeastern part of the state.             |
| Нью-Мадрид      | 143      | Нью-Мадрид               | 1812    | Один из пяти первоначально образованных округов                                | в честь города Мадрид | 17 480                 | 1756 км² | A state map highlighting New Madrid County in the southeastern part of the state.       |
| Ньютон          | 145      | Неошо                    | 1838    | Сформирован из части округа Барри                                              | В честь солдата войны за независимость США Джона Ньютона (1755–1780) | 56 121                 | 1621 км² | A state map highlighting Newton County in the southwestern part of the state.           |
| Одрейн          | 007      | Мексико                  | 1831    | Сформирован из частей округов Каллавей, Монро и Ролс                           | В честь Джеймса Х. Одрейна, члена Законодательного собрания Миссури, полковника времён Англо-американской войны 1812 г. | 25 556                 | 1795 км² | A state map highlighting Audrain County in the northeastern part of the state.          |
| Озарк           | 153      | Гейнсвилл                | 1841    | Сформирован из части округа Тейни                                              | по названию гор Озарк | 9315                   | 1935 км² | A state map highlighting Ozark County in the southern part of the state.                |
| Орегон          | 149      | Олтон                    | 1841    | Сформирован из части округа Рипли                                              | сохранил название как часть территории Орегон | 10 291                 | 2051 км² | A state map highlighting Oregon County in the southern part of the state.               |
| Осейдж          | 151      | Линн                     | 1841    | Сформирован из части округа Гасконад                                           | по названию реки Осейдж | 13 561                 | 1570 км² | A state map highlighting Osage County in the middle part of the state.                  |
| Пайк            | 163      | Боулинг-Грин             | 1818    | Сформирован из части округа Сент-Чарлз                                         | в честь американского бригадного генерала и исследователя Зебулона Пайка (1778–1813) | 18 406                 | 1743 км² | A state map highlighting Pike County in the northeastern part of the state.             |
| Пемискот        | 155      | Каратерсвилл             | 1851    | Сформирован из части округа Нью-Мадрид                                         | по индейскому слову, которое переводится «жидкая грязь» | 18 193                 | 1277 км² | A state map highlighting Pemiscot County in the southeastern corner of the state.       |
| Перри           | 157      | Перривилл                | 1821    | Сформирован из части округа Сент-Дженевив                                      | в честь американского флотоводца , участника англо-американской войны 1812 года Оливера Перри (1785–1819) | 18 847                 | 1230 км² | A state map highlighting Perry County in the southeastern part of the state.            |
| Петтис          | 159      | Седейлия                 | 1833    | Сформирован из частей округов Купер и Салин                                    | в честь члена конгресса от Миссури Спенсера Петтиса (1802–1831) | 41 421                 | 1774 км² | A state map highlighting Pettis County in the western part of the state.                |
| Платт           | 165      | Платт-Сити               | 1838    | Часть покупки Платта                                                           | по реке Платт | 90 688                 | 1088 км² | A state map highlighting Platte County in the northwestern part of the state.           |
| Полк            | 167      | Боливар                  | 1835    | Сформирован из части округа Грин                                               | в честь президента США Джеймса Полка (1795–1849) | 30 626                 | 1650 км² | A state map highlighting Polk County in the southwestern part of the state.             |
| Пьюласки        | 169      | Уэйнсвилл                | 1833    | Сформирован из части округа Крофорд                                            | в честь поляка, генерала континентальной армии во время войны за независимость США Казимира Пулавского (1745–1779) | 46 457                 | 1417 км² | A state map highlighting Pulaski County in the middle part of the state.                |
| Патнам          | 171      | Юнионвилл                | 1843    | Сформирован из частей округов Адэр и Салливан                                  | в честь американского армейского генерала Израэля Патнама (1718–1790), который отличился в битве при Банкер-Хилл (1775) войны за независимость США | 4759                   | 1342 км² | A state map highlighting Putnam County in the northern part of the state.               |
| Райт            | 229      | Хартвилл                 | 1841    | Сформирован из части округа Пьюласки                                           | В честь политика-демократа Силаса Райта (1795–1847) | 17 908                 | 1766 км² | A state map highlighting Wright County in the southern part of the state.               |
| Ренолдс         | 179      | Сентервилл               | 1845    | Сформирован из части округа Шаннон                                             | в честь губернатора Миссури Томаса Рейнольдса (1796–1844) | 6202                   | 2100 км² | A state map highlighting Reynolds County in the southeastern part of the state.         |
| Рипли           | 181      | Донифан                  | 1831    | Сформирован из части округа Уэйн                                               | в честь бригадного генерала в войне 1812 года Елеазара Рипли | 13 395                 | 1632 км² | A state map highlighting Ripley County in the southeastern part of the state.           |
| Ролс            | 173      | Нью-Лондон               | 1821    | Сформирован из части округа Пайк                                               | в честь политика Миссури Даниэля Роллса | 9634                   | 1220 км² | A state map highlighting Ralls County in the northeastern part of the state.            |
| Рэндольф        | 175      | Хантсвилл                | 1829    | Сформирован из частей округов Чаритон и Ролс                                   | в честь лидера Конгресса от Виргинии Джона Рэндольфа (1773–1833) | 25 501                 | 1248 км² | A state map highlighting Randolph County in the northern part of the state.             |
| Рей             | 177      | Ричмонд                  | 1820    | Сформирован из части округа Хауард                                             | в честь политика из Миссури Джона Рэя | 23 358                 | 1476 км² | A state map highlighting Ray County in the northwestern part of the state.              |
| Салливан        | 211      | Майлан                   | 1843    | Сформирован из части округа Линн                                               | в честь генерала во время Войны за независимости Джона Салливана (1740–1795) | 6835                   | 1686 км² | A state map highlighting Sullivan County in the northern part of the state.             |
| Салин           | 195      | Маршалл                  | 1820    | Сформирован из части округа Купер                                              | по местным горячим источникам | 22 821                 | 1958 км² | A state map highlighting Saline County in the northwestern part of the state.           |
| Сент-Дженевив   | 186      | Сент-Дженевив            | 1812    | Один из пяти первоначально образованных округов                                | в честь святой Женевьевы Парижской | 17 542                 | 1300 км² | A state map highlighting Sainte Genevieve County in the southeastern part of the state. |
| Сент-Клэр       | 185      | Осеола                   | 1841    | Сформирован из части округа Ривс                                               | в честь американского солдата и политика Артура Сент-Клера (1737–1818) | 9276                   | 1753 км² | A state map highlighting Saint Clair County in the western part of the state.           |
| Сент-Луис       | 189      | Клейтон                  | 1812    | Один из пяти первоначально образованных округов                                | в честь короля Франции Людовика IX (1214–1270) | 992 408                | 1316 км² | A state map highlighting Saint Louis County in the eastern part of the state.           |
| Город Сент-Луис | 510      | Сент-Луис                | 1876    | Сформирован из части округа Сент-Луис                                          | в честь короля Франции Людовика IX (1214–1270) | 356 587                | 160 км²  | A state map highlighting Saint Louis City in the eastern part of the state.             |
| Сент-Франсис    | 187      | Фармингтон               | 1821    | Сформирован из частей округов Джефферсон, Сент-Дженевив и Вашингтон            | в честь католического святого Франциска Ассизского | 63 884                 | 1165 км² | A state map highlighting Saint Francois County in the southeastern part of the state.   |
| Сент-Чарльз     | 183      | Сент-Чарльз              | 1812    | Один из пяти первоначально образованных округов                                | в честь итальянского католического святого Карло Борромео (1538–1584) | 355 367                | 1453 км² | A state map highlighting Saint Charles County in the eastern part of the state.         |
| Сидар           | 039      | Стоктон                  | 1845    | Сформирован из частей округов Дейд и Сент-Клэр                                 | Названием округ обязан изобилию одного из видов можжевельника виргинского (англ. eastern red cedar) | 13 544                 | 1233 км² | A state map highlighting Cedar County in the southwestern part of the state.            |
| Скайлер         | 197      | Ланкастер                | 1843    | Сформирован из части округа Адер                                               | в честь генерала войны за независимость и сенатора Джона Скайлера (1733–1804) | 4144                   | 798 км²  | A state map highlighting Schuyler County in the northern part of the state.             |
| Скотленд        | 199      | Мемфис                   | 1841    | Сформирован из частей округов Кларк, Льюис и Шелби                             | в честь Шотландии | 4803                   | 1134 км² | A state map highlighting Scotland County in the northeastern part of the state.         |
| Скотт           | 201      | Бентон                   | 1822    | Сформирован из части округа Нью-Мадрид                                         | в честь члена Конгресса от Миссури Джона Скотта (1819–1892) | 40 855                 | 1090 км² | A state map highlighting Scott County in the southeastern part of the state.            |
| Стоддард        | 207      | Блумфилд                 | 1835    | Сформирован из части округа Нью-Мадрид                                         | в честь коменданта округа Луизиана Амоса Стоддарда (1762–1813) | 29 069                 | 2142 км² | A state map highlighting Stoddard County in the southeastern part of the state.         |
| Стон            | 209      | Галина                   | 1851    | Сформирован из части округа Тейни                                              | в честь судьи Уильяма Стоуна | 31 424                 | 1199 км² | A state map highlighting Stone County in the southwestern part of the state.            |
| Тексас          | 215      | Хьюстон                  | 1843    | Сформирован из частей округов Шаннон и Райт                                    | по республике Техас | 24 563                 | 3054 км² | A state map highlighting Texas County in the southern part of the state.                |
| Тейни           | 213      | Форсайт                  | 1837    | Сформирован из части округа Грин                                               | председателя Верховного суда Роджера Брука (1777–1864) | 48 023                 | 1637 км² | A state map highlighting Taney County in the southwestern part of the state.            |
| Уоррен          | 219      | Уоррентон                | 1833    | Сформирован из части округа Монтгомери                                         | в честь солдата и доктора в ходе войны за Независимость Джозефа Уоррена (1741–1775) | 31 485                 | 1119 км² | A state map highlighting Warren County in the eastern part of the state.                |
| Уэбстер         | 225      | Маршфилд                 | 1855    | Сформирован из части округа Грин                                               | в честь Государственного секретаря США Даниела Уэбстера (1782–1852) | 36 552                 | 1536 км² | A state map highlighting Webster County in the southwestern part of the state.          |
| Уэйн            | 223      | Гринвилл                 | 1818    | Сформирован из частей округов Кейп-Джирардо и Лоренс                           | в честь генерала и государственного деятеля Энтони Уэйна (1745–1796) | 12 392                 | 1971 км² | A state map highlighting Wayne County in the southeastern part of the state.            |
| Уэрт            | 227      | Грант-Сити               | 1861    | Сформирован из части округа Джентри                                            | в честь американского военного, участника Мексиканской войны Уильяма Уорта (1794–1849) | 2014                   | 689 км²  | A state map highlighting Worth County in the northwestern part of the state.            |
| Фелпс           | 161      | Ролла                    | 1857    | Сформирован из части округа Крофорд                                            | в честь политика, солдата гражданской войны, губернатора Миссури Джона Фелпса (1814–1886) | 42 248                 | 1743 км² | A state map highlighting Phelps County in the middle part of the state.                 |
| Франклин        | 071      | Юнион                    | 1818    | Сформирован из части округа Сент-Луис                                          | В честь Бенджамина Франклина (1706–1790), одного из Отцов-основателей США, писателя, издателя, изобретателя | 101 263                | 2388 км² | A state map highlighting Franklin County in the eastern part of the state.              |
| Хауэлл          | 091      | Уэст Плейнс              | 1857    | Сформирован из части округа Орегон                                             | Происхождение названия спорно: либо в честь поселенца Джеймса Хауэлла, либо в честь политика Томаса Хауэлла | 38 921                 | 2404 км² | A state map highlighting Howell County in the southern part of the state.               |
| Хенри           | 083      | Клинтон                  | 1834    | Сформирован из части округа Лиллард (Лафейет)                                  | в честь губернатора Виргинии Патрика Генри (1736–1799) | 22 176                 | 1818 км² | A state map highlighting Henry County in the western part of the state.                 |
| Хикори          | 085      | Хермитидж                | 1845    | Сформирован из частей округов Бентон и Полк                                    | по прозвищу президента США Эндрю Джексона (1767–1845) "Old Hickory" | 8903                   | 1033 км² | A state map highlighting Hickory County in the southwestern part of the state.          |
| Хауард          | 089      | Фейетт                   | 1816    | Сформирован из частей округов Сент-Чарльз и Сент-Луис                          | в честь губернатора территории Миссури Бенжамина Хауарда (1760–1814) | 9857                   | 1207 км² | A state map highlighting Howard County in the middle part of the state.                 |
| Холт            | 087      | Орегон                   | 1841    | Часть покупки Платта                                                           | в честь политика Дэвида Холта | 4868                   | 1197 км² | A state map highlighting Holt County in the northwestern part of the state.             |
| Шаннон          | 203      | Эминенс                  | 1837    | Сформирован из части округа Рипли                                              | В честь Джорджа Шеннона (1785–1836), участника экспедиции Льюиса и Кларка | 8361                   | 2600 км² | A state map highlighting Shannon County in the southern part of the state.              |
| Шаритон         | 041      | Китсвилл                 | 1821    | Сформирован из части округа Хауард                                             | По реке Шаритон (приток Миссури), происхождение названия которой спорно | 7594                   | 1958 км² | A state map highlighting Chariton County in the northern part of the state.             |
| Шелби           | 205      | Шелбивилл                | 1835    | Сформирован из части округа Марион                                             | В честь американского политика, губернатора Кентукки Исаака Шелби (1750–1826) | 6325                   | 1298 км² | A state map highlighting Shelby County in the northeastern part of the state.           |